# Andrew Bell
Andrew Bell   (Saint Andrews, 27 de març de 1753 - Cheltenham, 27 de gener de 1832) fou un pedagog, jurista i eclesiàstic escocès pioner del sistema d'educació mútua que revolucionà l'educació primària vuitcentista.

## Biografia
Fill d'una família amb cultura, inicià la seva educació a quatre anys a una escola de la qual guardà com a record la cruel disciplina que hi regia. Probablement aquest fou l'origen de la seva preocupació per la reforma de l'educació que guià, en bona part, la seva vida. L'any 1769 va ingressar a la Universitat de Saint Andrews, on s'interessà per l'estudi de les matemàtiques i la filosofia natural. El 1774 emigrà a Virgínia, llavors colònia britànica, dedicat a l'educació domèstica dels fills d'un propietari d'una plantació. Anys en què aconseguí un petit capital en el negoci del tabac.
A causa de l'esclat de la guerra de la independència, el 1781 retornà a Escòcia juntament amb els dos fills del propietari rural americà per a qui treballava. Durant uns anys es responsabilitzà de la seva educació a St. Andrews. Paral·lelament es formà per rebre les ordres sagrades de l'Església anglicana. Un cop ordenat, exercí el seu ministeri a Leit. El 1787, després de doctorar-se en teologia a la Universitat de St. Andrews, va marxar cap a l'Índia amb el càrrec de capellà de l'exèrcit. Establert a Calcuta, compartí les seves obligacions ministerials amb la tasca de divulgació científica a través de conferències que desvetllaren interès. Però es va anar orientant vers la pedagogia que esdevindria el seu principal objectiu de vida. El 1789 fou nomenat director del Madras Male Orphan Asylum, creat per la Companyia Britànica de les Índies Orientals a Egmore, prop de Chennai. Un centre dedicat a l'educació dels fills orfes de militars. Motius de salut feren retornar Andrew Bell a la Gran Bretanya, el 1796, amb una pensió anual que li conferí la Companyia Britànica de les Índies Orientals.
Al seu retorn a Londres elaborà un informe sobre la seva experiència educativa realitzada sota el títol de An Experiment in Education made at the Male Asylum of Madras; suggesting a system by which a school or family may teach itself under the superintendence of the master or parent". Explicació del seu mètode publicada el 1797. L'any següent s'adoptà el seu mètode a les escoles gratuïtes anglicanes de St. Botolph, Aldgate i, un any després, a les escoles professionals de Kendal.
Tot i l'aplicació de la seva metodologia a diverses escoles i el decidit suport de l'Església anglicana, la gran expansió del mètode mutual es produeix en ser adaptat i ampliat pel jove mestre quàquer Joseph Lancaster. El qual havia obert en la seva escola el 1801 a Southwark, un barri proletari de Londres. També prestigià la metodologia de Bell la seva utilització a l'escola creada per Robert Owen a New Lanark, Escòcia, com a forma de lluitar contra l'embrutiment que provocava el sistema fabril. Els mètodes de Bell foren una de les bases de la important tasca educativa realitzada per l'Església anglicana vers les classes treballadores. En canvi, la tasca de Lancaster era totalment desvinculada d'aquesta orientació religiosa i mantenia la tolerància, el respecte i el pacifisme del cristianisme dels Amics.
El 1801 és noment rector de la parròquia de Swanage, a Dorset. Així i tot, no va deixar de dedicar-se l'educació. S'interessà per l'aplicació del seu mètode a la formació professional. Proposà un pla nacional d'educació que es podia portar a terme de manera ràpida i econòmica aprofitant la mateixa organització de l'Església anglicana. El 1811 es creà una entitat per impulsar la creació d'escoles seguint el mètode de Bell, la "Societat Nacional per a l'Educació dels Pobres en els Principis de l'Església Cristiana".
En l'àmbit social i sanitari, fou un ferm impulsor entre els seus feligresos de Dorset de la vacunació contra la verola. Un temps després fou nomenat director de l'hospital Shereburn al comtat de Durham.
Fou elegit membre de l'Asiatic Society i de la Royal Society of Edinburgh. També es doctorà en dret i fou beneficiari, el 1818, de la catedral de Hereford i l'any següent de Westminster.
Andrew Bell es retirà a la seva casa de Cheltenham, on morí a 78 anys el 1832. Com a reconeixement a la seva obra fou enterrant a l'abadia de Westminster.

## ElMadras Male Orphan Asylum(1789 - 1796) i el mètode d'educació mútua
Nomenat director de l'hospici, Andrew Bell, comptant amb un professorat mal pagat i ineficient comprovà que els resultats educatius de l'asil infantil eren escassos.
Partint de l'observació d'algunes pràctiques educatives d'alguna escola de l'Índia, resolgué incorporar els alumnes més destres en el guiatge de l'aprenentatge dels seus condeixebles. Això provocà l'oposició dels professors, tanmateix Bell els acomiadà i apostà decididament a organitzar l'escola a través del que ell anomenà com a sistema d'educació mútua. Posant bons estudiants a càrrec d'aquells que tenien menys facilitat per aprendre.
Evidentment, el primer entrebanc fou que els alumnes d'Andrew Bell no posseïen prou formació ni les destreses necessàries per a organitzar les classes d'una manera completament autònoma. Davant d'això, Bell va organitzar sistemàticament i subdividir els continguts a aprendre per tal que els alumnes-monitors poguessin rebre una introducció precisa i delimitada de les seves tasques. L'aula tenia una reglamentació minuciosa i quasi militar que programava i controlava tot el que succeïa a la classe. El que feia original a aquesta escola era el fet que els alumnes avançats s'ocupaven d'ensenyar als seus companys menys avançats, dividits en grups petits d'acord amb el seu nivell d'aprenentatge.
Per altra banda, sense mestres, el manteniment de la disciplina depenia d'establir una regulació estricta de la rutina diària que obligués a tots els alumnes a mantenir l'ordre necessari i propi d'un orfenat militar. Però això ho feu tot oposant-se al càstig corporal i establint un sistema d'estímuls i recompenses. El sistema d'ensenyament mutual feia especialment econòmiques a les escoles, ja que un sol mestre era suficient per fer-se càrrec d'un grup nombrós d'alumnes. La implantació del mètode d'educació mútua fou un èxit tant en l'aprenentatge lector-escriptor com en altres aprenentatges. També pel clima de convivència í col·laboració dels nois i per a la seva formació moral i del seu caràcter.
En aquest procés el mestre havia de ser per a l'alumne un amic, guia, benefactor i pare. L'objectiu de l'escola era per a Bell fer "bons estudiants, bons homes i bons cristians".

## Expansió i problemàtica del mètode de Bell.
L'obra educativa d'Andrew Bell es produeix a finals de segle xviii i en el primer terç del segle xix on el desenvolupament fabril provocà una àmplia immigració de població rural vers les ciutats industrials. Fet que comportava una gran demanda educativa estimulada per la necessitat de mà d'obra amb una mínima preparació. Situació que desbordà àmpliament els recursos educatius existents. D'aquí l'èxit del sistema mutual de Bell i la seva adaptació de Lancaster. En aquesta situació, l'organització de la xarxa d'escoles populars d'Escòcia fou positivament valorada com a model en l'àmbit de l'imperi britànic, a Europa i al continent nord-americà. El mateix Adam Smith posà l'educació primària escocesa com a exemple a ser imitat.
Els detractors del mètode d'ensenyament mutu criticaven la seva forma mecànica d'instruir i defensaven una visió continuista i conservadora en el terreny organitzatiu i didàctic. A mesura que a Europa s'imposaren políticament els valors de la Restauració proposada pel Congrés de Viena, enfront del que va representar el liberalisme, va anar disminuint gradualment el moviment d'educació mutual especialment a partir de 1830.
Les primeres aplicacions del mètode d'ensenyament mutu a Barcelona, València i Mallorca es produïren durant el Trienni Liberal (1820-1823). Amb iniciatives com les portades a terme a Catalunya per Joaquim Català i Murall o la creació de l'Acadèmia Cívica on s'aplicà amb èxit el mètode d'Andrew Bell i Joseph Lancaster per escolaritzar i alfabetitzar a persones adultes. A Mallorca el comte de Santa Maria de Formiguera publicarà Lecciones de enseñanza mutua según los métodos propugnados por Bell y Loncaster o plan de educacion para los niños pobres. En 1819 i 1820 entitats públiques acorden posar en marxa escoles amb el mètode mutu a Palma i les Illes.

## Obres
- BELL, Andrew. An Experiment in Education Made at the Male Asylum in Madras,Londres 1797.
- BELL, Andrew. An Experiment on Education, Made at the Male Asylum at Egmore, Near Madras. Suggesting a System by which a School or Family May Teach itself under the Superintendence of the Master or Parent. Londres: Cadell and Davies. 1805.
- BELL, Andrew A Sketch of a National Institution for Training up the Children of the Poor in the Principles of our Holy Religion and in Habits of Useful Industry, 1808.
- BELL, Andrew. National Education, 1812.